# Бебехово
Бе́бехово — деревня в городском округе Коломна Московской области России. Население — 13 чел. (2021).

## Население
| 1859 | 1905 | 2002 | 2006 | 2010 | 2015 | 2021 |
| ---- | ---- | ---- | ---- | ---- | ---- | ---- |
| 47   | ↗184 | ↘15  | ↘6   | ↗14  | ↘12  | ↗13  |

## География
Расположена в восточной части района, в лесистой местности в междуречье Оки и впадающего в неё Осётра, примерно в 14 км к северо-востоку от центра города Озёры, в 100 км от Московской кольцевой автодороги. В деревне одна улица — Комсомольская. Ближайший населённый пункт — деревня Трегубово.

## История
В писцовых книгах XVI века упоминается как Городок Старой, Власьево тож и Городище Старое Власьево, а Бебехово тож.
В «Списке населённых мест» 1862 года Бебихово — владельческое сельцо 1-го стана Зарайского уезда Рязанской губернии между Каширской дорогой и рекой Осётр, в 18 верстах от уездного города, при реке Осётр, с 5 дворами и 47 жителями (24 мужчины, 23 женщины).
По данным 1905 года входило в состав Сенницкой волости Зарайского уезда, проживало 184 жителя (89 мужчин, 95 женщин), насчитывалось 18 дворов. Местное население занималось огородничеством и работало малярами.
С 1929 года — населённый пункт в составе Луховицкого района Коломенского округа Московской области.
Постановлением президиума ВЦИК от 20 мая 1930 года селение передано Озёрскому району Московской области. В период с 1959 по 1969 год, в связи с упразднением Озёрского района, входила в состав Коломенского района.
До 1994 года — деревня Сенницкого сельсовета, 1994—2006 — Сенницкого сельского округа.
С 2015 до 2020 года входила в городской округ Озёры.